# Sabin Bălașa
Sabin Bălașa (n. 17 iunie 1932, Dobriceni, România – d. 1 aprilie 2008, București, România) a fost un pictor, autor și regizor de filme de pictură animată, dar și scriitor român. Bălașa a absolvit în 1955 Institutul de Artă Nicolae Grigorescu din București.
Obsesia declarată a vieții și a artei lui Sabin Bălașa a fost să inițieze o mare renaștere artistică și culturală. Alegerea sa a fost să fie renascentist, înțelegând că Renașterea nu se consumă istoric într-o perioadă anume de reconsiderare a valorilor, ci însoțește, ca stare de spirit, demersul creatorului de cultură. Dincolo de valoarea intrinsecă a picturii sale, apreciată în întreaga lume cu atribute acordate doar capodoperelor, opera amplă a lui Sabin Bălașa, care cuprinde, deopotrivă și creația cinematografică (i s-au acordat prestigioase premii internaționale pentru filmele de animație), literară și publicistică, își pune amprenta inconfundabilă asupra epocii.
Deși arta sa nu e nici pe departe facilă, ea se dezvăluie cu generozitate și, pe insesizabile trepte de inițiere, spune cu adevărat ceva oricărui privitor. Pe Sabin Bălașa nu trebuie să-l explici ca să-l simți, și abia după ce-l simți începi să-ți explici lumea în care ai simțit. O hermeneutică hipnotică unică și tipică artei lui Sabin Bălașa dezvăluie cu discreție ceea ce autorul știa dintotdeauna - Renașterea pe care își propunea s-o inițieze înflorise deja din clipa în care măiastra sa mână apucase penelul.
Toate aceste "nobile declarații" nu l-au oprit să fie pictorul de curte al cuplului Ceaușescu, cărora le-a dedicat - în mod voluntar - numeroase lucrări, cu scopul de a-i fi atribuite, sau, după caz, finanțate în mod preferențial, lucrări, de multe ori în dauna altor artiști plastici, care au preferat să nu se compromită moral.

## Biografie
S-a născut în Oltenia, la Dobriceni, la 17 iunie 1932. Tatăl său, preot, și mama sa, învățătoare, își transformaseră casa în muzeu arheologic și etnografic, cu peste 3000 de piese. A fost școlit la Craiova și apoi la București. A fost legat spiritual de Italia pe care a vizitat-o de mai multe ori, pentru a primi diferite premii, dar și pentru a picta, în special de Florența. Aceeași legătură a simțit-o față de Iași, unde a realizat în intervalul 1968-1978 celebrele murale care înnobilează Sala Pașilor Pierduți a Universității Al. I. Cuza, și unde s-a simțit permanent acasă, motiv pentru care declara, cu umor, că este "moldovean de origine oltean". Celebritatea pe care i-au adus-o muralele de la Iași și pentru care era considerat clasic înainte de a împlini 40 de ani, a determinat o adevărată vânătoare de Sabin Bălașa.
Marii colecționari din România, dar și din Europa și SUA, i-au dorit lucrările, crescând cotația acestora la valori amețitoare pentru artiști cu mai puțin noroc sau talent, puternicii epocii i-au comandat și i-au plătit două lucrări dedicate cuplului Ceaușescu (de altminteri, remarcabile ca valoare artistică; în schimb, Bălașa n-a pictat niciodată tractoare, ciocane și seceri și opera sa nu s-a încadrat în rigorile ideologice ale comunismului). Succesele sale au atras și contestări vehemente, alimentate, cel mai adesea, de faptul că picturile sale se vindeau cu prețuri mult mai mari decât ale clasicilor români și absolut nesperate de contemporani.
Totuși, în special în ultimul deceniu, tocmai aceste prețuri au acționat ca un adevărat accelerator de performanță pentru piața de artă românească, ceea ce cu onestitate recunoștea un valoros pictor ieșean atunci când a început să vândă cu câteva mii de euro o lucrare, față de câteva sute cât primea de obicei, după ce aceeași Sală a Pașilor Pierduți găzduise expoziția Sabin Bălașa organizată de Galeriile de artă Top Business în cadrul căreia cea mai ieftină lucrare costă câteva zeci de mii de euro. Cum expoziția a fost vizitată, în trei săptămâni, de peste 60.000 de oameni, unii sosiți de departe, chiar din străinătate pentru a se întâlni cu opera lui Sabin Bălașa reunită într-un simbolic transfer de semnificație între muralele realizate în anii 70 și lucrări recente ale maestrului care împlinea 70 de ani, se mai poate vorbi și de un al treilea și cel mai important gen de "vânătoare de Sabin Bălașa" - uriașul succes de public.
Studii: 

Mormântul lui Sabin Bălașa de la Cimitirul Eternitatea din Iași.

- 1955, Institutul de Arte Plastice Nicolae Grigorescu, București, România
- 1965, cursuri Academia de Limbă și Cultură Italiană Siena
- 1966, cursuri Academia de Pictură din Perugia

Sabin Bălașa s-a stins din viață în data de 1 aprilie 2008, la Spitalul Sfânta Maria din București în urma unui cancer pulmonar.
A fost înmormântat la Cimitirul Eternitatea din Iași în data de 5 aprilie 2008.

## Opera

### Filme de pictură animată
Autor și regizor a 12 filme de pictură animată:
- „Picătura" (1966)
- „Orașul" (1967)
- „Valul" (1968)
- „Pasărea Phoenix" (1968)
- „Fascinație" (1969)
- „Întoarcere în viitor" (1971)
- „Galaxia" (1973)
- „Odă" (1975)
- „Exodul spre lumină" (1979)

### Picturi murale
19 picturi murale (aproximativ 270 m2),Universitatea Alexandru Ioan Cuza, Iași
- "Aspirație" 380/546 cm
- "Omagiu întemeietorilor" 372/471 cm
- "Amfiteatru" 452/400 cm
- "Generații" 452/379 cm
- "Triumful vieții" 420/249 cm
- "Dezastrul atomic" 420/249 cm
- "Icar" 422/248 cm
- "Prometeu" 417/247 cm
- "Exodul spre lumină" 416/247 cm
- "Ștefan cel Mare" 419/250 cm
- "Moldova" 430/265 cm
- "Luceafărul" - triptic (429/267 cm, 430/267 cm, 431/269 cm)
- "Legenda Meșterului Manole" 432/268 cm
- "Nunta Cosmică" 431/268 cm
- "Legenda Dochiei" 429/268 cm
- "Străbunii" 433/268 cm
- "Galaxia Iubirii" 1080/466 cm

Două picturi murale, Universitatea "Dunărea de Jos" din Galați:
- "Războinicii" - (inițial aflată la Muzeul Militar Central, București, pusă la dispoziția artistului la demolarea muzeului, lucrarea a fost mutată și apoi restaurată pe noul amplasament de către artist)
- "Hora"

"Nunta Cosmică (Miorița)" la Hotel București
Două picturi murale la Academia de Studii Economice, București
- "Geneza"
- "Feerie"

Două picturi murale la Agricola Internațional, Bacău
Sala rondă din Hotel Intercotinental, București.
Alte picturi murale în reședințe particulare.
Expoziții personale: 
- 1978, Roma
- 1980, Roma
- 1982, Stockholm
- 1982, București, Muzeul național de Artă,
- 1985, Kerkera (Grecia)
- 1988, Moscova, Tbilisi și alte capitale ale statelor fostei URSS
- 1992, București
- 1994, Israel
- 2000, București, World Trade Center
- 2002, Iași, Univ. Al. I. Cuza
- 2005, București.

### Opera scrisă

#### Romane
- "Deșertul Albastru", roman, 1996
- "Exodul spre Lumină", roman, 2002
- "Democrație în Oglinzi", roman, 2006

#### Articole și eseuri în presa scrisă
Autor al unui număr larg de articole și eseuri în presa scrisă între anii 1956-2007, printre care: 
- Picasso, marginalii la o expoziție, Steagul roșu, 19 noiembrie 1968
- Ideea filmelor mele, Tribuna, 5 martie 1970
- Tradiție și inovație în filmul de animație, România Liberă, 29 august 1970
- Urâtul în peisajul orașului, România literară, noiembrie 1970
- Izvorul, Albina, G. V. 1971
- Memoria faptelor eroice, Contemporanul, 20 august 1971
- Ceea ce uimește, România literară, 11 noiembrie 1971
- Arta - un mod de a trăi, Viața studențească, 25 octombrie 1972
- Spațiul iubirii - umanismul, Scînteia tineretului, 3 ianuarie 1972
- Sabin Bălașa și Radu Negru Dialog despre pictura monumentală, 29 septembrie 1972
- A fi onest, a fi liber, a fi artist, Contemporanul, 3 noiembrie 1972
- Arta, un mod de a trăi. Fidias și omul posibil, Viața studențească, 16 mai 1973
- Nemurirea lui Picasso, Flacăra, 21 aprilie 1973
- Dacă ar fi să recomand, Contemporanul, 18 ianuarie 1974
- Drăgășanii mei, România pitorească, nr. 3, 1974
- Arta, un mod de a trăi, Viața studențească, 24 ian. 1974
- Arta și-a ales ca simbol femeia, Femeia, Almanah 1974
- Aportul concret al artistului la înnobilarea vieții din cetate, Informația Bucureștiului, 9 noiembrie 1974
- Semnul maturității, România libera, 30 iunie 1975
- Viața, un poem pictat, Contemporanul, 31 dec. 1976
- Munca artistului, Contemporanul, 2 iulie 1976
- Corneliu Baba și culorile permanenței, Albina, ian. 1977
- Conștiința nemuririi, Contemporanul, 18 martie 1977
- Retrospectivă Vasile Blendea, Contemporanul, 12 august 1977
- Îndatoriri comune, România literară, 18 august 1977
- Ritmul fără popas, Luceafărul, 10 decembrie 1977
- Iubesc creația și detest distrugerea, Săptămâna, 1 dec. 1978
- Artă de for public, Scînteia tineretului, 20 iulie 1978
- Prestigiul artei, Tribuna, 23 martie 1978
- Leacuri la inimă nu-s, Scînteia tineretului, 28 noiembrie 1982
- Armele, războiul, incompatibile cu arta și cultura, România libera, 29 iunie 1982
- Răspunderea omului de artă, Flacăra, 18 iunie 1982
- Despre mine... <Catalogul Muzeului de Artă, București, octombrie-noiembrie 1982
- Eu și eternitatea, Diplomat club nr. 7-8 1998
- Viitorul este o consecință, Cronica Română, 3 martie 1999
- Banii pentru viață, sau viața pentru bani?, Cronica română, 10 martie 1999
- Alt chip de drac, Cronica Română, 24 martie 1999
- Bătrânețe fără tinerețe, Cronica română, 29 martie 1999
- Generații de sacrificiu în secolul patimilor, Cronica română, 5 aprilie 1999
- Raiul visat, Cronica română, 15 apr. 1999
- Planeta fără locuri de muncă, Cronica română, 22 aprilie 1999
- Politica este o curvă?, Cronica română, 29 aprilie 1999
- Iluzii și speranțe, Cronica română, 7 mai 1999
- Criza de suflet, Cronica română, 13 mai 1999
- Opțiunea, sau cum îți așterni, așa dormi!, Cronica română, 21 mai 1999
- Dresajul uman, Cronica română, 28 mai 1999
- Prostia este o capacitate negativă, Cronica română, 3 iunie 1999
- Magia și arta, Cronica română, 11 iunie 1999
- Făcutul de râs, Cronica română, 24 iunie 1999
- Invidia la români, Cronica română, 1 iulie 1999
- Între interese și nevoi, Cronica română, 9 iulie 1999
- La mâna a doua, Cronica română, 15 iulie 1999
- Conducător la români, Cronica română, 22 iulie 1999
- Mimetismul, Cronica română, 29 iulie 1999
- Dorul de comunism, Cronica română, 5 august 1999
- Omul ambalaj, Cronica română, 12 august 1999
- Lipsa de armonie, Cronica română, 19 august 1999
- Votul uninominal, domnilor!, Cronica română, 26 august 1999
- Visul unei renașteri, Cronica română, 2 septembrie 1999
- Despre neputință, Cronica română, 9 septembrie 1999
- Restitutio în integrum, Cronica română, 16 septembrie 1999
- Cine ce zice, cine ce face, Cronica română, 23 septembrie 1999
- Evoluția planetei între spaime și idealuri, Cronica română, 30 septembrie 1999

#### Citate
- Ceea ce stiți dv. nu este un portret al lui Ceaușescu, este un Sabin Bălașa.[6]

## Premii și distincții
- Ordinul „Meritul Cultural” clasa a IV-a (1968) „pentru activitate deosebită în domeniul artelor plastice”[7]
- Ordinul național „Pentru Merit” în grad de Comandor (1 decembrie 2000) „pentru realizări artistice remarcabile și pentru promovarea culturii, de Ziua Națională a României”[8]
- Ordinul Național „Pentru Merit” în grad de Mare Ofițer[9]

### Interviuri
- Sabin Balasa: Am avut si simtul creatiei si al procreatiei Arhivat în 1 februarie 2014, la Wayback Machine., septembrie 2005, Alice Nastase Buciuta, Revista Tango